# Embajada de España en Argentina
La Embajada de España en Argentina es la máxima representación legal del Reino de España en la República Argentina. Fue construida entre los años 1936 y 1939 por el prestigioso estudio Becú, Acevedo y Moreno.

## Historia
España no reconoció formalmente la independencia argentina hasta 1863, cuando se firmó un Tratado de Paz y Amistad que estableció las relaciones diplomáticas entre ambos estados.

## Embajador
El actual embajador es Joaquín María de Arístegui, nombrado por el gobierno de Pedro Sánchez el 29 de octubre de 2024.

## La Embajada de España
El edificio de representación del Reino de España es la embajada española en Buenos Aires. Su sede se encuentra dentro del antiguo Palacio dodero, una de las tantas mansiones del siglo XIX. 
La cancillería  de España se encuentra en Avenida Presidente J. Figueroa Alcorta 3102, Buenos Aires. Dentro de las instalaciones de la embajada se encuentra oficinas para la Consejería de Interior, Oficina Económica y Comercial, Consejería de Agricultura y Pesca, Alimentación y Medio Ambiente, Consejería de Comunicación y Consejería de Turismo.

## Otras propiedades de la Embajada de España
Aparte, España tiene los siguientes propiedades afuera de las instalaciones de la embajada:
- Residencia de la Embajada (Avenida del Libertador 2075, Buenos Aires)
- Consulado de España (Calle Guido 1770, Buenos Aires)
- Agregaduría de Defensa (Av. Figueroa Alcorta 3211/17, Buenos Aires)
- Centro Cultural (Paraná 1159, Buenos Aires)
- Consejería de Educación (Av. de Mayo 1212, 1.er piso, Buenos Aires)
- Consejería de Trabajo, Migraciones y Seguridad Social (Viamonte 166, 1.er piso, Buenos Aires)

## Galería

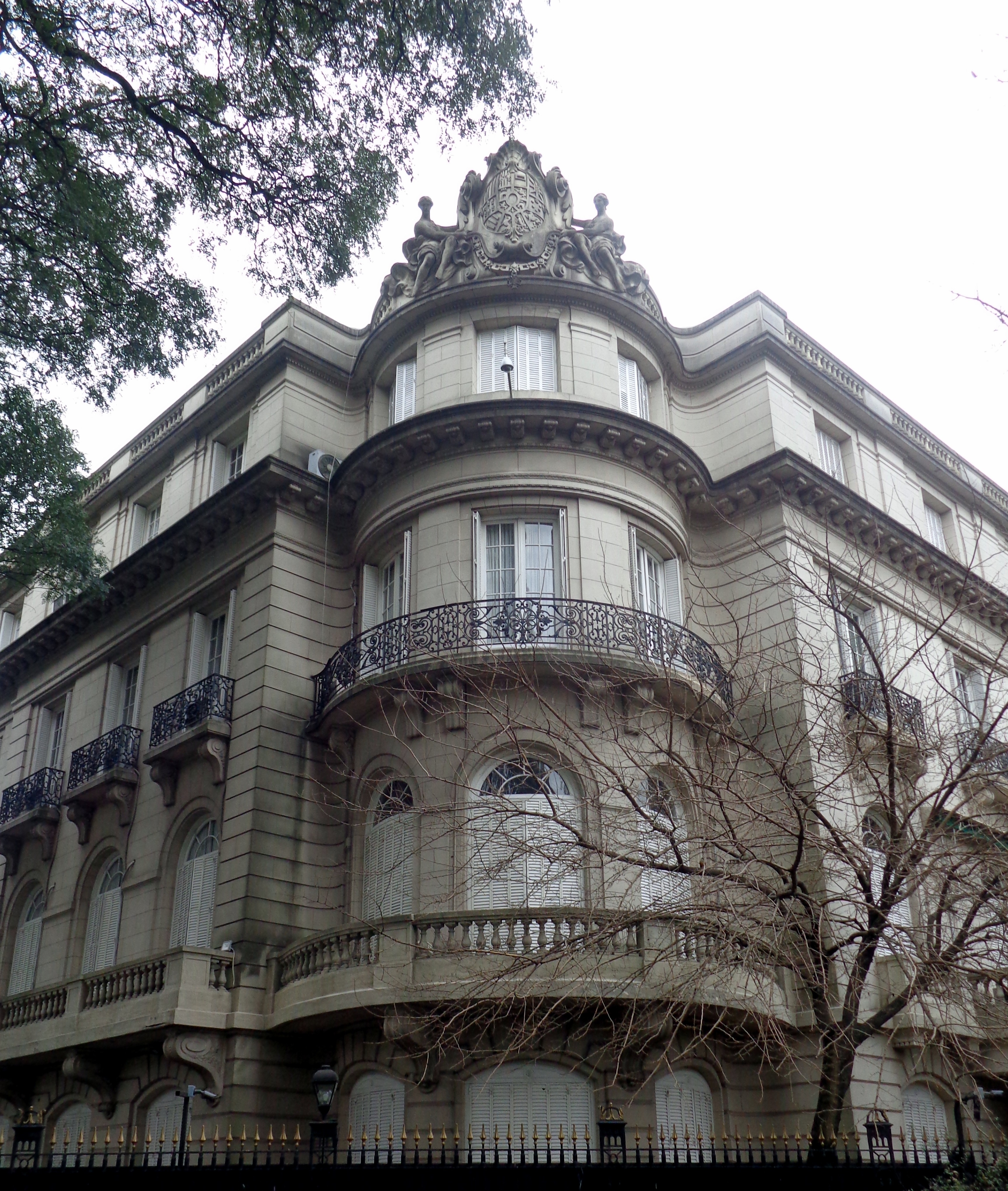
Residencia de la Embajada en Buenos Aires
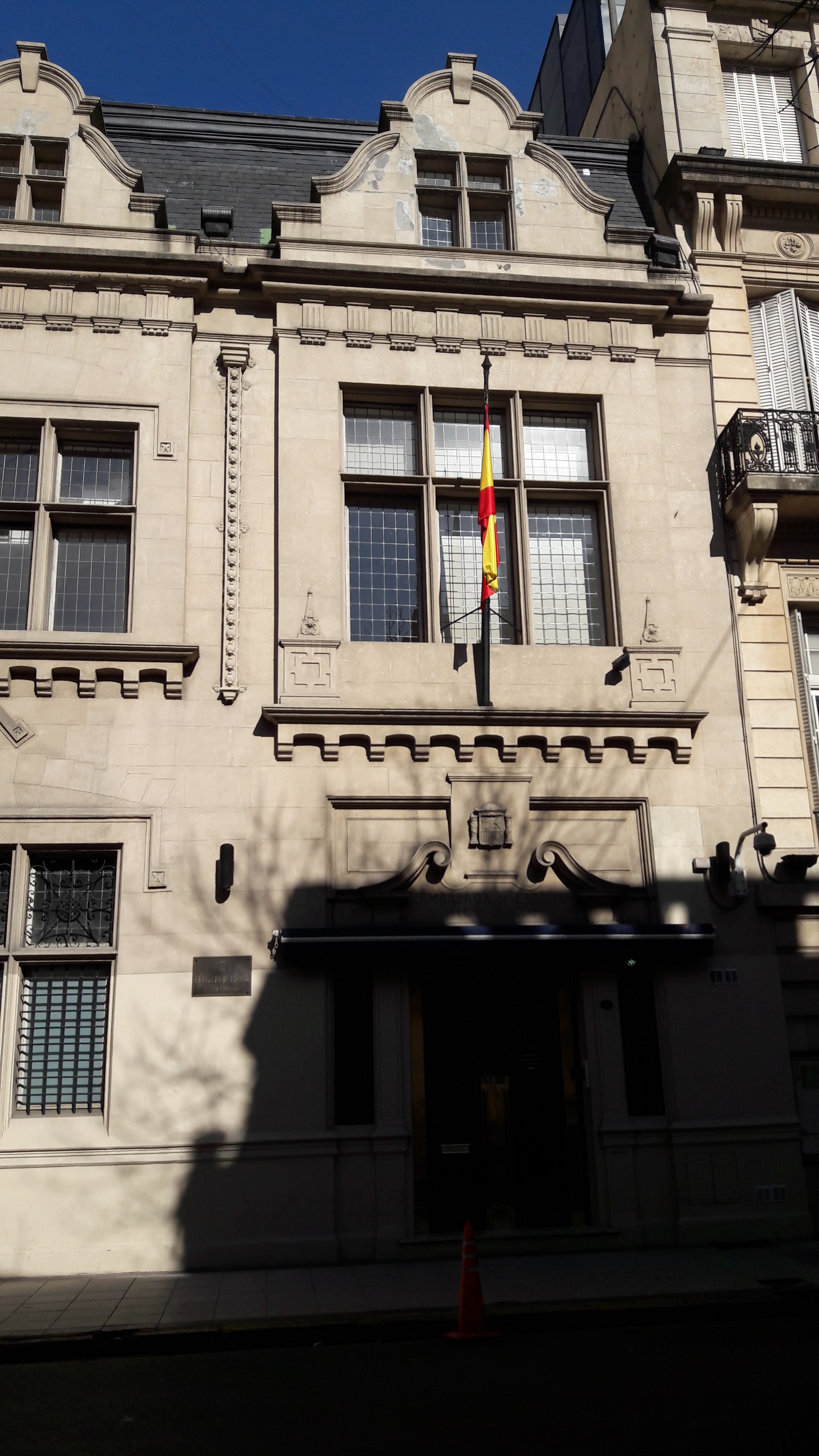
Consulado de España en Buenos Aires
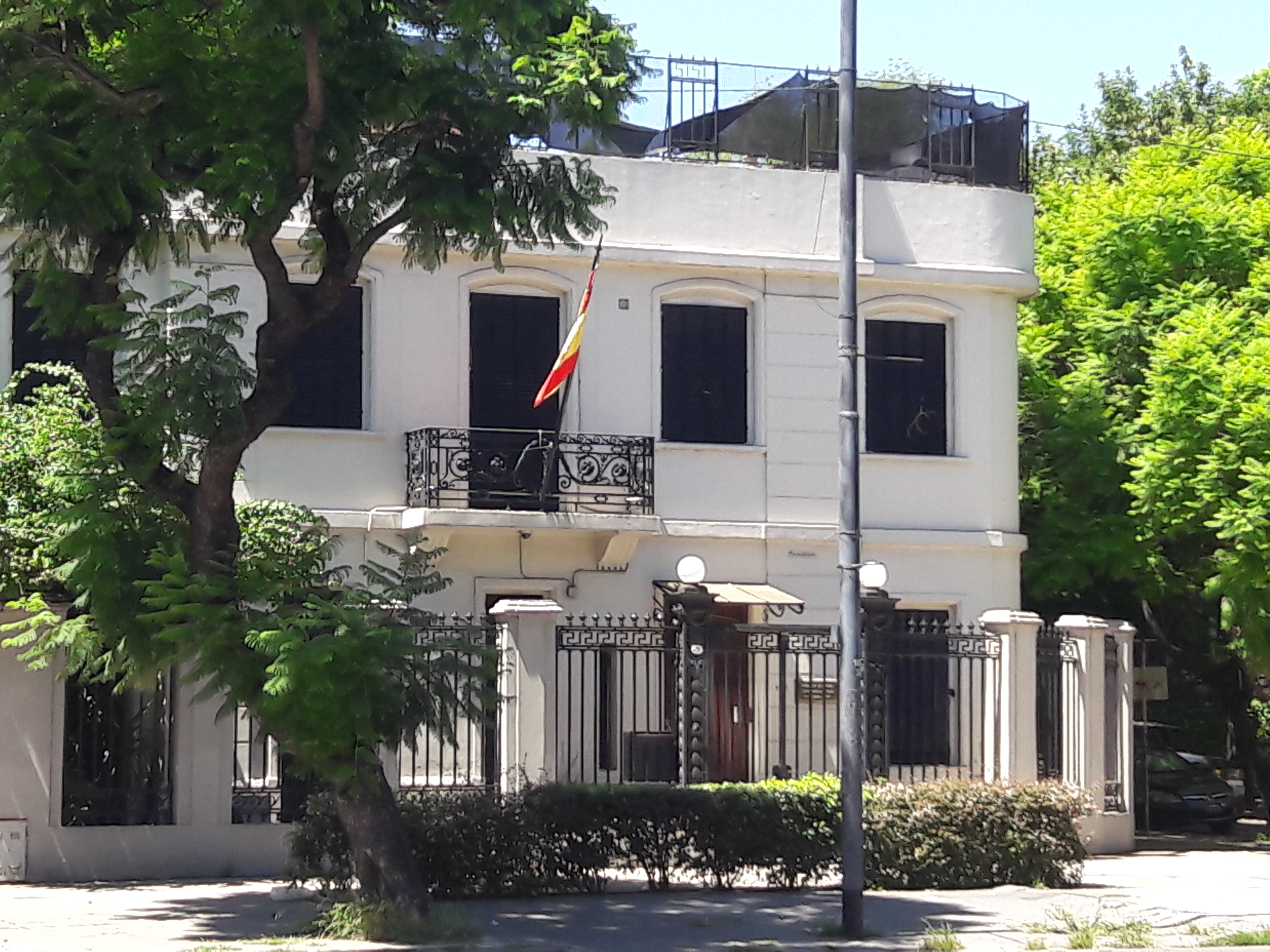
Agregaduría de Defensa en Buenos Aires